# تام وید (بازیکن فوتبال)
تام وید (انگلیسی: Tom Wade؛ زادهٔ ۱۹۰۹) بازیکن فوتبال اهل بریتانیا است.
از باشگاه‌هایی که در آن بازی کرده‌است می‌توان به باشگاه فوتبال دارلینگتون و باشگاه فوتبال هادرزفیلد تاون اشاره کرد.